# ماكوتو كانيكو
ماكوتو كانيكو (باليابانية: 金子 誠) (9 ديسمبر 1975 في كاناغاوا في اليابان – )؛ هو لاعب كرة قدم ياباني سابق كان يلعب كلاعب وسط.

## وصلات خارجية
- ماكوتو كانيكو على موقع رابطة كرة القدم اليابانية للمحترفين (اليابانية)